# Rocknen-Hästhultsskogen
Rocknen-Hästhultsskogen este o arie protejată (arie specială de conservare — SAC, sit de importanță comunitară — SCI) din Suedia întinsă pe o suprafață de 359,6 ha, integral pe uscat.

## Localizare
Centrul sitului Rocknen-Hästhultsskogen este situat la coordonatele 56°48′08″N 13°31′24″E / 56.8021°N 13.5233°E.

## Înființare
Situl Rocknen-Hästhultsskogen a fost declarat sit de importanță comunitară în decembrie 1995 pentru a proteja un număr necunoscut de specii din flora spontană și fauna sălbatică aflate în arealul zonei. Situl a fost protejat și ca arie specială de conservare în martie 2011.

## Biodiversitate
Situată în ecoregiunea boreală, aria protejată conține 6 habitate naturale: Pajiști cu Molinia pe soluri calcaroase, turboase sau argilos-nămoloase (Molinion caeruleae), Mlaștini turboase de tranziție și turbării mișcătoare, Taiga vestică, Lacuri și iazuri distrofice naturale, Păduri de conifere pe eskere fluvioglaciare sau legate la acestea, Mlaștini împădurite.
La baza desemnării sitului se află un număr nedeclarat de specii protejate.